# Пируватдегидрогеназный комплекс
Пируватдегидрогена́зный ко́мплекс, ПДК (англ. Pyruvate dehydrogenase complex, PDH, PDC) — белковый комплекс, осуществляющий окислительное декарбоксилирование пирувата. Он включает в себя три фермента и два вспомогательных белка, а для его функционирования необходимы пять кофакторов (СоА, NAD+, тиаминпирофосфат (ТРР), FAD и липоевая кислота (липоат)). PDH локализован у бактерий в цитозоле, а у эукариот — в митохондриальном матриксе. Суммарное уравнение катализируемой реакции таково:
Детально механизм этого процесса, а также его регуляция обсуждаются в статье Окислительное декарбоксилирование пирувата. Ниже рассмотрены особенности собственно ферментного комплекса.

## Коферменты
Некоторые коферменты PDH
Комбинированное дегидрирование и декарбоксилирование пирувата до ацильной группы, которая в дальнейшем войдёт в ацетил-СоА, осуществляется тремя различными ферментами, для функционирования которых необходимы пять различных коферментов или простетических групп: тиаминпирофосфат (ТРР), FAD, кофермент А (СоА), NAD и липоат. Четыре из них являются производными витаминов: тиамина, или витамина В1 (ТРР), рибофлавина, или витамина В2 (FAD), ниацина, или витамина РР (NAD), и пантотеновой кислоты, или витамин В5 (СоА).
FAD и NAD являются переносчиками электронов, а ТРР известен также как кофермент пируватдекарбоксилазы, участвующей в брожении.
Кофермент А имеет активную тиольную группу (—SH), которая имеет критическое значение для функционирования СоА в качестве переносчика ацильной группы в ряде метаболических реакций. Ацильные группы при этом ковалентно связываются с тиольной группой, образуя тиоэфиры. Из-за их относительно высокой стандартной свободной энергии гидролиза тиоэфиры обладают высоким потенциалом для переноса ацильных групп к различным молекулам-акцепторам. Поэтому ацетил-СоА иногда также называют «активированной уксусной кислотой».
Пятый кофактор пируватдегидрогеназного комплекса, липоат, имеет две тиольные группы, которые могут подвергаться обратимому окислению с образованием дисульфидной связи (—S—S—), подобно тому, как это происходит между двумя остатками аминокислоты цистеина в белке. Из-за своей способности подвергаться окислению и восстановлению липоат может служить как в качестве переносчика электронов (или H+), так и ацильных групп.

## Ферменты
| Фермент                                      | Сокращение | кофактор                   | # прокариоты | # эукариоты |
| -------------------------------------------- | ---------- | -------------------------- | ------------ | ----------- |
| пируватдегидрогеназа шифр КФ 1.2.4.1         | E1         | Тиаминпирофосфат           | 24           | 30          |
| дигидролипоилтрансацетилаза шифр КФ 2.3.1.12 | E2         | липоевая кислота коэнзим А | 24           | 60          |
| дигидролипоилдегидрогеназа шифр КФ 1.8.1.4   | E3         | ФАД НАД+                   | 12           | 12          |

Пируватдегидрогеназный комплекс (PDH)
Пируватдегидрогеназный комплекс (PDH) включает 3 фермента: пируватдегидрогеназу (Е1), дигидролипоилтрансацетилазу (Е2) и дигидролипоилдегидрогеназу (Е3). Каждый из этих ферментов присутствует в комплексе во множестве копий. Количество копий каждого фермента, а следовательно, и размер комплекса варьирует среди различных видов. Комплекс PDH млекопитающих достигает около 50 нм в диаметре, что более чем в 5 раз превышает диаметр целой рибосомы; эти комплексы достаточно велики, чтобы быть различимыми в электронный микроскоп. В PDH коровы и грамположительной бактерии Bacillus stearothermophilus входят 60 идентичных копий Е2, которые формируют пентагональный додекаэдр (коровая часть комплекса) диаметром около 25 нм. В кубический кор PDH у грамотрицательной бактерии Escherichia coli входит 24 копии Е2. К Е2 присоединяется простетическая группа липоат, которая связывается амидной связью к ε-аминогруппе остатка лизина, входящего в состав Е2. Е2 состоит из трёх функционально различных доменов: аминотерминального липоильного домена, содержащего остаток лизина, связывающийся с липоатом; центрального Е1- и Е3-связывающего домена; внутреннего корового ацилтрансферазного домена, содержащего активные центры ацилтрансферазы. У дрожжей в PDH имеется единственный липоильный домен, у млекопитающих — два, а у E. coli — три. Домены Е2 разделяются линкерными последовательностями аминокислот, состоящими из 20—30 аминокислотных остатков, причём в них остатки аланина и пролина перемежаются с заряженными аминокислотыми остатками. Такие линкеры обычно принимают протяжённую форму, тем самым отделяя друг от друга три домена.
С активным центром Е1 связывается ТРР, а с активным центром Е3 — FAD. У человека фермент Е1 представляет собой тетрамер, состоящий из 4 субъединиц: двух Е1α и двух Е1β. Также в состав комплекса PDH входят два регуляторных белка — протеинкиназа и фосфопротеинфосфатаза. Такая основная структура из Е1–Е2–Е3 оставалась консервативной в ходе эволюции. Комплексы такого устройства принимают участие и в других реакциях, например, окислении α-кетоглутарата в ходе цикла Кребса и окислении α-кетокислот, образующихся при катаболической утилизации разветвлённых аминокислот: валина, изолейцина, лейцина. У изученных видов Е3 PDH идентичен Е3 двух вышеупомянутых комплексов. Примечательное сходство структур белков, кофакторов и механизмов реакций, осуществляемых этими комплексами, свидетельствует об общности их происхождения. При прикреплении липоата к лизину Е2 образуется длинная гибкая «рука», которая может перемещаться с активного центра Е1 в активные центры Е2 и Е3, то есть на расстояния предположительно 5 нм и более.
Установлено, что у эукариот в состав пируватдегидрогеназного комплекса также входит 12 субъединиц некаталитического E3-связывающего белка (E3BP). Точное его расположение неизвестно, однако криоэлектронная микроскопия показала, что он связывается с каждой из граней кора PDH дрожжей. Было высказано предположение, что этот белок заменил собой несколько субъединиц E2 в PDH коровы.
Пируватдегидрогеназный комплекс имеется и у некоторых анаэробных бактерий, например, Zymonomonas mobilis. У этой бактерии до 98 % пирувата участвует в спиртовом брожении, и лишь малая его часть окисляется до ацетил-СоА, СО2 и NADH. PDH Z. mobilis состоит из 4 ферментов: E1α массой 38,6 кДа, Е1β массой 49,8 кДа, Е2 массой 48 кДа и Е3 массой 50 кДа. Уникальной особенностью PDH этой бактерии является наличие в субъединице Е1β липоильного домена. Так же, как и у коровы, кор комплекса представлен субъединицей Е2, а сам комплекс организован в виде пентагонального додекаэдра. Гены, кодирующие субъединицы PDH этой бактерии, собраны в два различных кластера. Поскольку у Z. mobilis отсутствует ряд ферментов цикла трикарбоновых кислот, то PDH у этой бактерии выполняет исключительно анаболические функции.

## Гены
У человека гены, кодирующие ферменты PDH, расположены следующим образом. Ген E1α — PDHA1 — локализован на X-хромосоме. Известно более 30 мутантных аллелей этого гена, приводящих к развитию пируватдегидрогеназной недостаточности — заболеванию, симптомы которого могут варьировать от слабовыраженного лактатацидоза до серьёзных пороков развития. Накопление лактата в этом случае происходит из-за того, что PDH не может превращать пируват в ацетил-СоА, и из-за накопления пирувата лактат не может в него превращаться. Мужчины, чья Х-хромосома несёт мутантную аллель, обычно погибают в раннем возрасте, однако женщины тоже в некоторой степени подвержены этому заболеванию из-за инактивации одной из Х-хромосом. В клетках семенников имеется особая копия E1α — PDHA2, этот ген локализован на хромосоме 4.
Ген E1β — PDHB — расположен на хромосоме 3. Известно только 2 мутантные аллели этого гена, в гомозиготном состоянии приводящие к смерти в течение первого года жизни из-за пороков развития. Возможно, существуют и другие мутантные аллели, приводящие к смерти ещё до рождения. Ген E2 — DLAT (от англ. dihydrolipoamide s-acetyltransferase) — локализован на 11-й хромосоме. Известны две аллели этого гена, в гомозиготе приводящие к проблемам, компенсируемым правильной диетой; вполне вероятно, что другие мутантные аллели приводят к смерти на внутриутробном этапе. Ген E3 — DLD — расположен на хромосоме 7. Этот ген имеет множество аллелей, многие из которых приводят к появлению генетических болезней, однако, связанных не с PDH, а с α-кетоглутаратдегидрогеназным комплексом и проявляющихся в нарушении обмена аминокислот.